# Indumentaria ibera

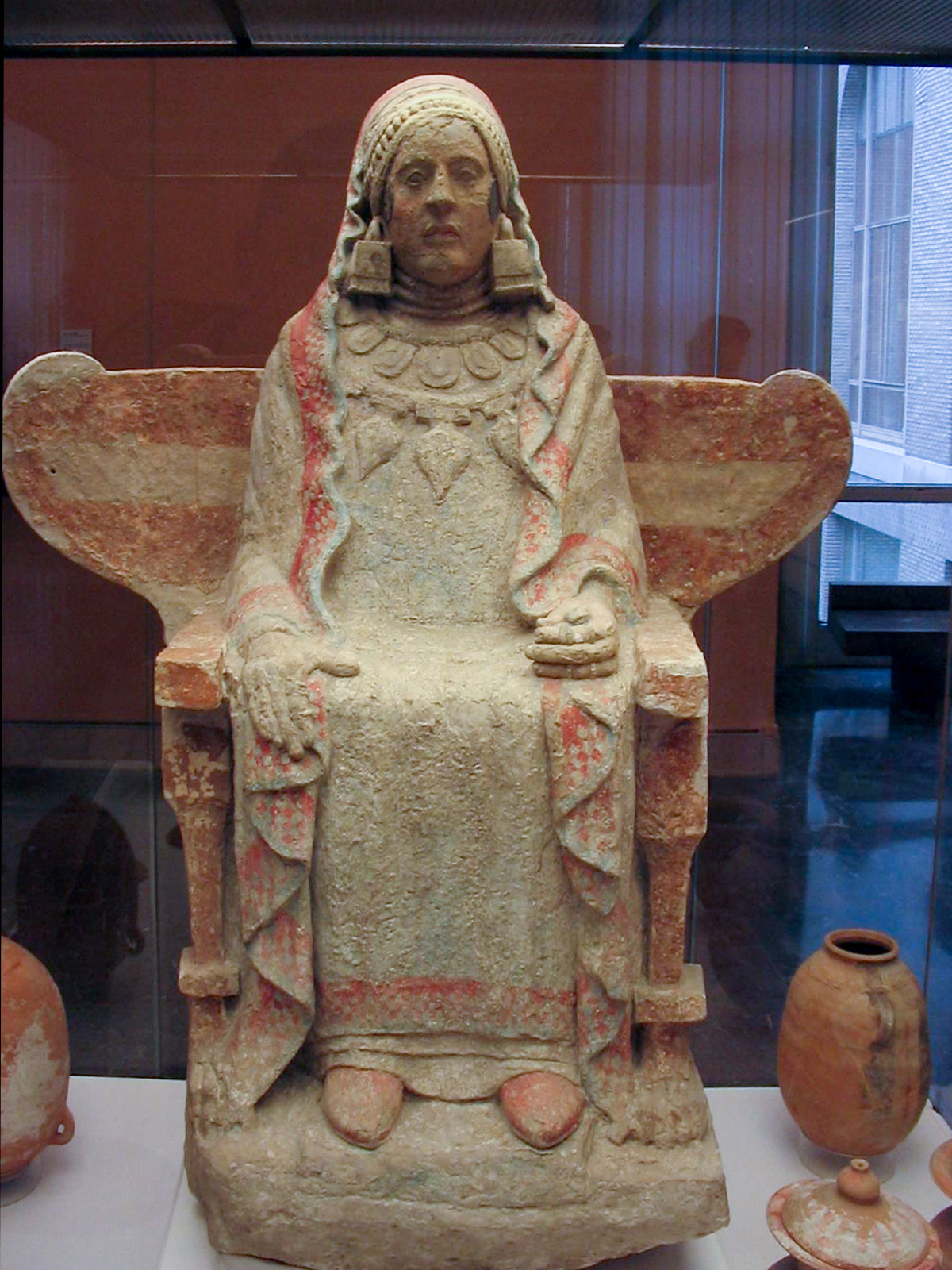
Dama de Baza con manto ajedrezado

Los tejidos utilizados en la confección de la indumentaria ibera eran la lana y el lino, habiéndose distinguido en La Albufereta diversos tipos de tejidos, entre los que destacan unos tejidos gruesos de contextura como de lanilla actual y lienzos finos similares al hilo posiblemente para fabricar la ropa interior. 
Para los colores, si tenemos que hacer caso de la pintura de las estatuas, se utilizaba el rojo púrpura para los mantos masculinos y el azul cobalto y la combinación de varios colores en las mujeres. Es probable que el ajedrezado que aparece en algunos mantos como el de la Dama de Baza se deba a que están realizados con fibras previamente teñidas.

## Indumentaria de las damas

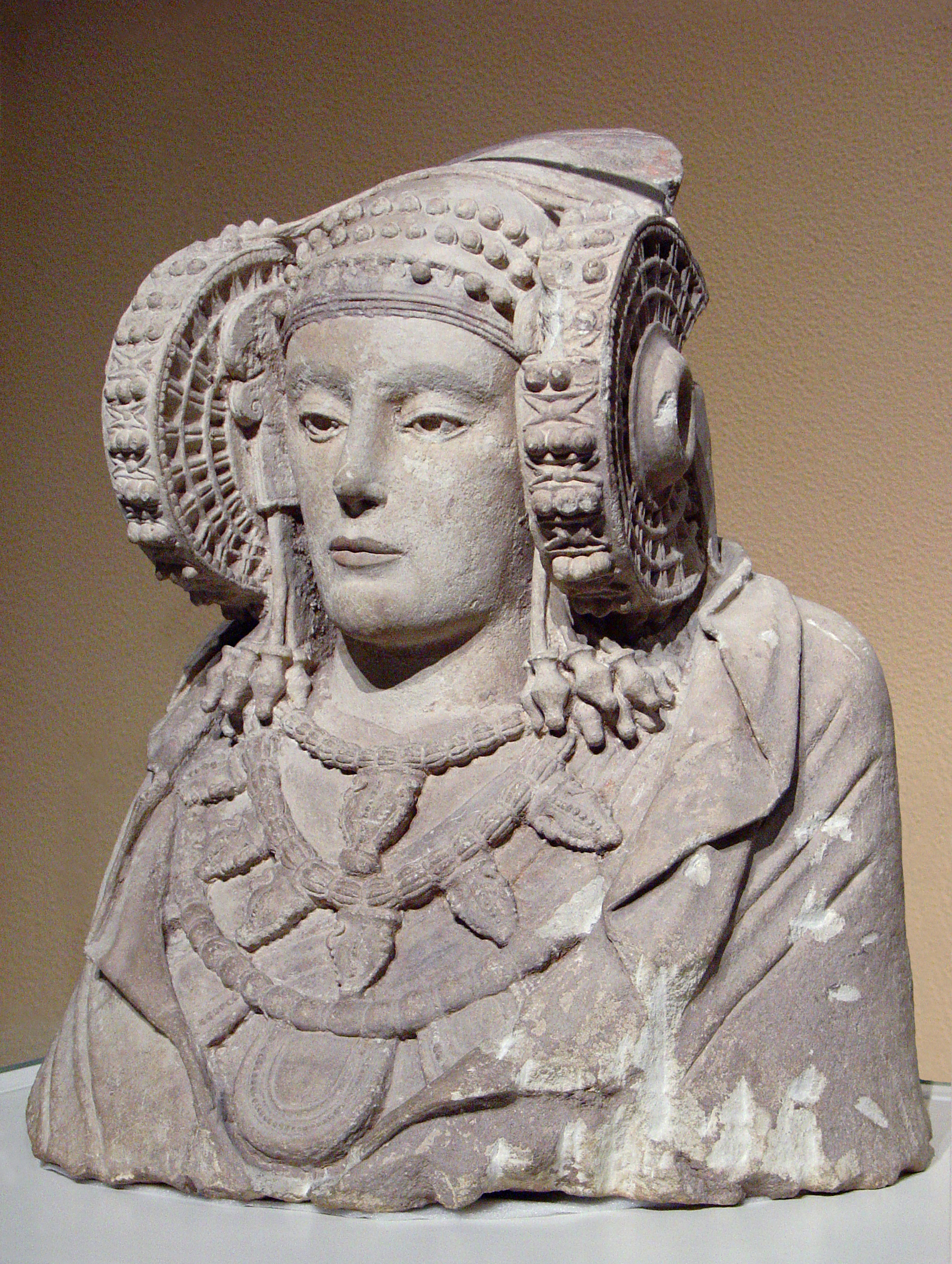
Dama de Elche con complejo tocado

Las damas ibéricas que conocemos por la arqueología llevan unos vestidos y tocados ricos y barrocos, en los que predomina la acumulación de joyas. Cuatro son los elementos a analizar dentro de la estética de las mujeres iberas: el tocado, el traje, los adornos y el calzado. El tocado de la cabeza de las damas iberas es muy complicado, como puede verse por la de Elche o la menos compleja de Baza. También los bronces ofrecen una gran variedad de tipos, aunque con menos complicación que las Damas. Las iberas usaban peinetas, diademas y mitras, altas o bajas, que, aun pudiendo ser un producto autóctono, estarían inspiradas en modelos greco-orientales.
Velo, manto y túnica son los tres elementos del traje femenino ibero. 
- El velo a veces se confunde con el manto, aunque el triangular que cubre la parte posterior de la cabeza y llega hasta los hombros es inconfundible. Hay, además, un velo propio de las "sacerdotisas" que va sobre la mitra o la peineta y llega hasta los muslos.
- El manto es la última pieza de la vestimenta. Consiste en una pesada prenda que cubre los hombros, la espalda y los brazos de la figura. Es la prenda que envuelve toda la figura llegando hasta los pies, que aparece sobre todo en las estatuas de piedra. Se clasifican los mantos en rectangulares, semicirculares y con mangas. 
  - Los rectangulares se separan según su tamaño y su forma de sujeción.
  - Los semicirculares se distinguen en abiertos y cerrados.
- Se distinguen también hasta cuatro tipos de túnica, traje de mangas cortas que cubre toda la figura hasta los tobillos, atendiendo a la forma de terminar la prenda. Aunque tienen parecidos con prendas similares de la cuenca del Mediterráneo, su origen parece local.

Hay, además, toda una serie de adornos que servían para realzar la belleza de las mujeres iberas, destacando entre ellos los variados collares de las grandes Damas (Elche, Baza y El Cerro de los Santos) y los también abundantes de los bronces y terracotas. También son frecuentes los cinturones, pendientes, brazaletes y pulseras. 
Por la Dama de Baza podemos deducir que el calzado de estas grandes damas consistía en unos escarpines que parecen de cuero, pintados en su totalidad de color rojo. Tanto en el caso de las mujeres como en el de los hombres debía usarse también calzado de esparto, tan típico de la zona. 

## Indumentaria de los hombres

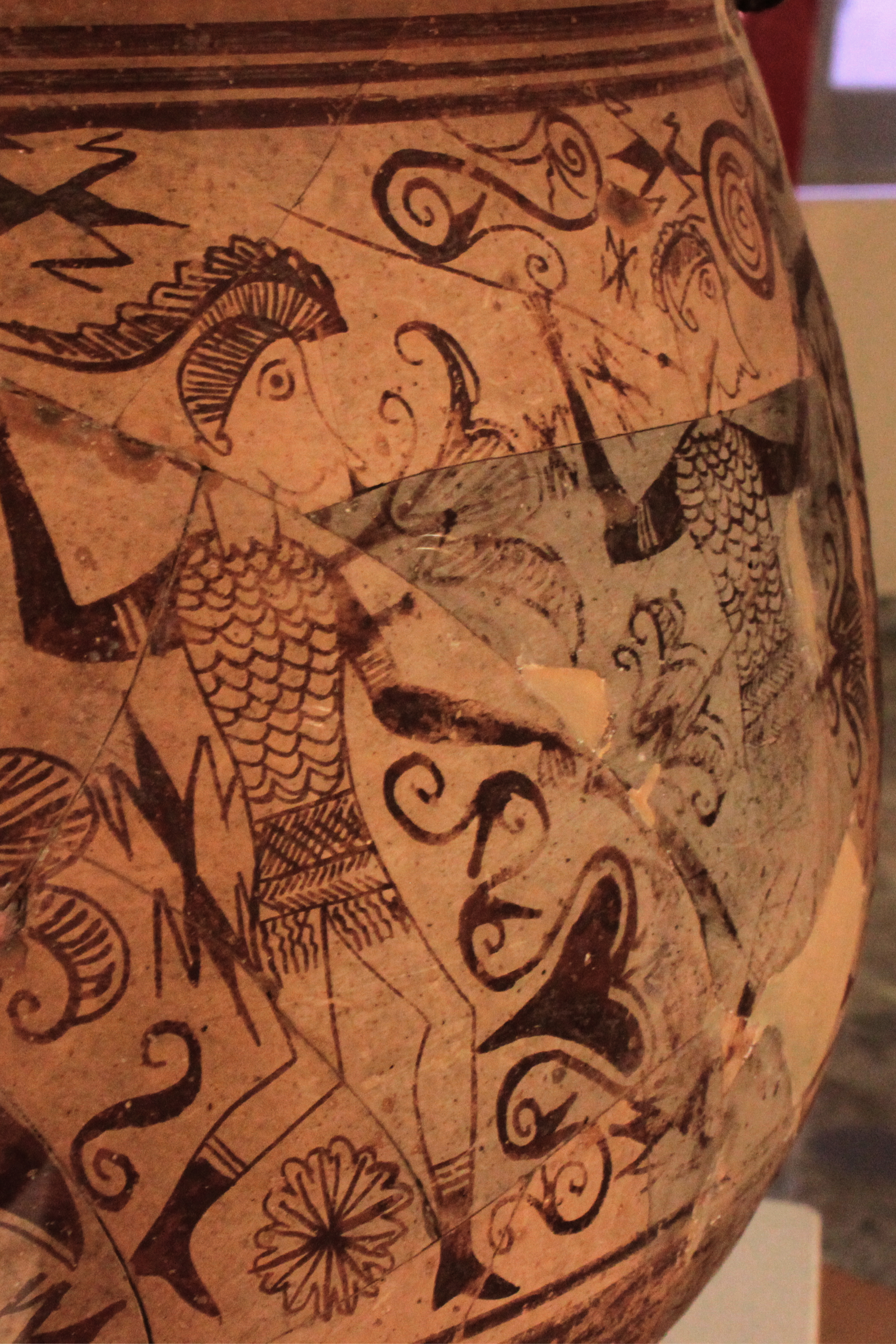
Detalle de una de las figuras del llamado Vaso del Guerrero del Tosal de San Miguel, Liria, en el Museo de Prehistoria de Valencia.

También tenemos suficiente información arqueológica para conocer el traje utilizado por los hombres. Se compone de manto o capa, con distintas variedades, túnicas, largas y cortas, adornos y calzado.
Los mantos se hacen de una pieza y se sujetan normalmente con una fíbula anular al hombro derecho, dejando casi siempre libre el izquierdo. Se han descubierto abundantes variedades de este manto (sin vuelta, de vuelta corta, con una punta en la espalda, etc.) Las túnicas son la prenda que lleva normalmente el ibero debajo del manto, aunque, a veces, se trate de otro tipo de prendas. 
También entre los hombres hay una serie de adornos, que aparecen sobre todo en los bronces: cordones cruzados sobre el pecho, cinturones que ciñen el vestido al cuerpo y sujetan las armas, que aparecen abundantemente en todas las excavaciones de necrópolis ibéricas. El calzado de los hombres lo tenemos en las pinturas de los vasos de Liria, donde aparecen jinetes calzados con zapatos de media caña. Otras veces aparecen como botos abiertos. Tanto unos como otros debían estar hechos en cuero, aunque los menos ricos usarían, como en el caso de las mujeres, alpargatas de esparto.
Los iberos de España, al estar en frecuente comercio con los fenicios, debieron participar de las costumbres y vestimenta de estos en la época prerromana. Así lo manifiestan varias esculturas de arte ibérico en algunas de las cuales se advierten los pliegues y franjas y la tiara o mitra elevada y en otras el casquete. Vestía la gente ordinaria una corta túnica siempre ceñida con cinturón a juzgar por las esculturillas de bronce halladas en los santuarios ibéricos de la provincia de Jaén mientras que otros personajes llevarían hábitos talares y cumplido manto que bajaba desde la cabeza como lo revelan diferentes figuras de la misma procedencia. Las varillas de hierro que se han hallado en sepulturas de damas ibéricas no parece que tuvieran otro destino que el de formar un sostén o apoyo de la mitra o del velo a ella equivalente.
Los iberos se vestían con telas de distintas calidades, según su poder económico.

## Guerreros

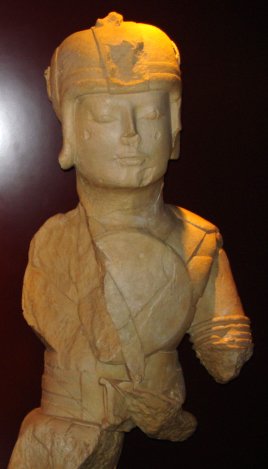
Guerrero de la doble armadura,

Según los textos antiguos, la prenda más habitual era un vestido de tela, como la de los romanos, con el ribete en rojo. Los autores antiguos describen a los guerreros iberos vestidos con túnicas cortas blancas con ribetes de púrpura y sus falcatas íberas en la mano. Probablemente las túnicas no fueran "blancas", sino del color natural de la lana, al igual que ocurre con las togas romanas, y probablemente la púrpura de los ribetes no fuera tal, sino una franja de color escarlata
En realidad, es evidente que todos los guerreros íberos no vestían de igual manera, ni mucho menos, pero esta indumentaria sí que era la más corriente y por la que los romanos identificaron a los íberos del ejército de Aníbal. Una estética que es la más repetida en el arte íbero.
El famoso relieve de Osuna, Sevilla, muestra la imagen más conocida del guerrero con su espada íbera.
Los guerreros íberos usaban una gran variedad de corazas para protegerse en combate. La más sencilla era el pectoral que en aquella época también utilizaban los legionarios romanos y que constaba de una placa de metal que protegía el pecho.
El arma más conocida de los íberos es la famosa falcata. La falcata es un arma de origen íbero, en realidad es un tipo estilizado del gladius hispaniensis o gladius romano, que tras la llegada de Roma a España pasó a formar parte del equipo militar romano. La hoja de la falcata mide unos 46 cm de longitud, es decir, la longitud del brazo. En realidad no había dos falcatas iguales, ya que estas valiosas espadas romanas se fabricaban de encargo, por lo que cada una tenía unas medidas según el brazo de su dueño.
En todo el Mediterráneo se admiraba la calidad de estas armas, fabricadas con un mineral de hierro de altísima pureza. Su flexibilidad era tal que los maestros armeros la colocaban sobre sus cabezas doblándolas hasta que la punta y la empuñadura tocaban sus hombros. Si la espada romana volvía a su posición recta al soltarla de golpe era una obra de arte, si no se fundía para volver a fabricarla. Los griegos que llegaron a España llevaron la falcata consigo y tuvo gran aceptación, convirtiéndose en la segunda arma más utilizada tras la espada de hoplita
Los romanos adaptaron su propia empuñadura al gladius, pero el pugio continuó con la típica empuñadura íbera.
Los iberos utilizaban dos tipos de escudos: el céltico, ovalado, y la caetra, que era redondo y más pequeño.

## Aristócratas
Las aristócratas eran quizás las que más joyas y adornos portaban. Al menos durante los siglos V y IV a. C., acompañaban su indumentaria con grandes pendientes, diademas, capacetes, tocados y peinados muy recargados. El busto, a su vez urna funeraria, conocido como Dama de Elche es el ejemplo más característico.

## Otras prendas de vestir
Otra prenda muy valorada, era el sagum, una capa de lana, que protegía del duro frío. Otra de las prendas que aún existen hoy, es una tela que a modo de diadema utilizaban los guerreros para recogerse el pelo. Su calzado era unas alpargatas, que se ataban a la pierna y el pie, en el invierno se cubrían los pies ya las piernas con unas botas de piel y pelo de animal.